# Irene Albers
Irene Albers (* 1967 in Bremen) ist eine deutsche Romanistin und Komparatistin. Sie lehrt am Peter-Szondi-Institut der Freien Universität Berlin.

## Lebenslauf
Albers studierte Romanistik, Philosophie und Germanistik in Tübingen, Tours und Konstanz.
1999 wurde sie bei Karlheinz Stierle in Konstanz mit einer Arbeit über das Photographische im Werk Émile Zolas promoviert. Von 1999 bis 2002 war sie  Mitglied im Sonderforschungsbereich 511 „Literatur und Anthropologie“ und von 1999 bis 2003 wissenschaftliche Assistentin am Fachbereich Literaturwissenschaft der Universität Konstanz. 2004 wurde sie an das Peter-Szondi-Institut für Allgemeine und Vergleichende
Literaturwissenschaft der FU Berlin berufen.
2010 wurde Irene Albers mit einem Senior Fellowship des Zukunftskollegs der Universität Konstanz ausgezeichnet.

## Veröffentlichungen
- Photographische Momente bei Claude Simon (= Epistemata. Reihe Literaturwissenschaft. Bd. 402). Königshausen & Neumann, Würzburg 2002, ISBN  3-8260-2202-5.
- Sehen und Wissen. Das Photographische im Romanwerk Émile Zolas (= Theorie und Geschichte der Literatur und der Schönen Künste. Bd. 105). Fink, München 2002, ISBN 3-7705-3769-6.
- Der diskrete Charme der Anthropologie: Michel Leiris’ ethnologische Poetik. Konstanz University Press, 2018, ISBN  9783835390973.
- als Herausgeberin: Nach Szondi: Allgemeine und vergleichende Literaturwissenschaft an der FU Berlin 1965–2015. Kadmos Verlag, Berlin 2015, ISBN 978-3-86599-322-9.